# Estola medionigra
Estola medionigra là một loài bọ cánh cứng trong họ Cerambycidae.